# CDK14
CDK14 (англ. Cyclin dependent kinase 14) – білок, який кодується однойменним геном, розташованим у людей на короткому плечі 7-ї хромосоми. Довжина поліпептидного ланцюга білка становить 469 амінокислот, а молекулярна маса — 53 057.
| 10         |  | 20         |  | 30         |  | 40         |  | 50         |
| ---------- |  | ---------- |  | ---------- |  | ---------- |  | ---------- |
| MCDLIEPQPA |  | EKIGKMKKLR |  | RTLSESFSRI |  | ALKKDDTTFD |  | EICVTKMSTR |
| NCQGMDSVIK |  | PLDTIPEDKK |  | VRVQRTQSTF |  | DPFEKPANQV |  | KRVHSENNAC |
| INFKTSSTGK |  | ESPKVRRHSS |  | PSSPTSPKFG |  | KADSYEKLEK |  | LGEGSYATVY |
| KGKSKVNGKL |  | VALKVIRLQE |  | EEGTPFTAIR |  | EASLLKGLKH |  | ANIVLLHDII |
| HTKETLTLVF |  | EYVHTDLCQY |  | MDKHPGGLHP |  | DNVKLFLFQL |  | LRGLSYIHQR |
| YILHRDLKPQ |  | NLLISDTGEL |  | KLADFGLARA |  | KSVPSHTYSN |  | EVVTLWYRPP |
| DVLLGSTEYS |  | TCLDMWGVGC |  | IFVEMIQGVA |  | AFPGMKDIQD |  | QLERIFLVLG |
| TPNEDTWPGV |  | HSLPHFKPER |  | FTLYSSKNLR |  | QAWNKLSYVN |  | HAEDLASKLL |
| QCSPKNRLSA |  | QAALSHEYFS |  | DLPPRLWELT |  | DMSSIFTVPN |  | VRLQPEAGES |
| MRAFGKNNSY |  | GKSLSNSKH  |  |            |  |            |  |            |

A: Аланін

C: Цистеїн

D: Аспарагінова кислота

E: Глутамінова кислота

F: Фенілаланін

G: Гліцин

H: Гістидин

I: Ізолейцин

K: Лізин

L: Лейцин

M: Метіонін

N: Аспарагін

P: Пролін

Q: Глутамін

R: Аргінін

S: Серин

T: Треонін

V: Валін

W: Триптофан

Кодований геном білок за функціями належить до трансфераз, кіназ, серин/треонінових протеїнкіназ, фосфопротеїнів. 
Задіяний у таких біологічних процесах, як клітинний цикл, поділ клітини, сигнальний шлях Wnt, альтернативний сплайсинг. 
Білок має сайт для зв'язування з АТФ, нуклеотидами. 
Локалізований у клітинній мембрані, цитоплазмі, ядрі, мембрані.